# Ekonomika Afriky

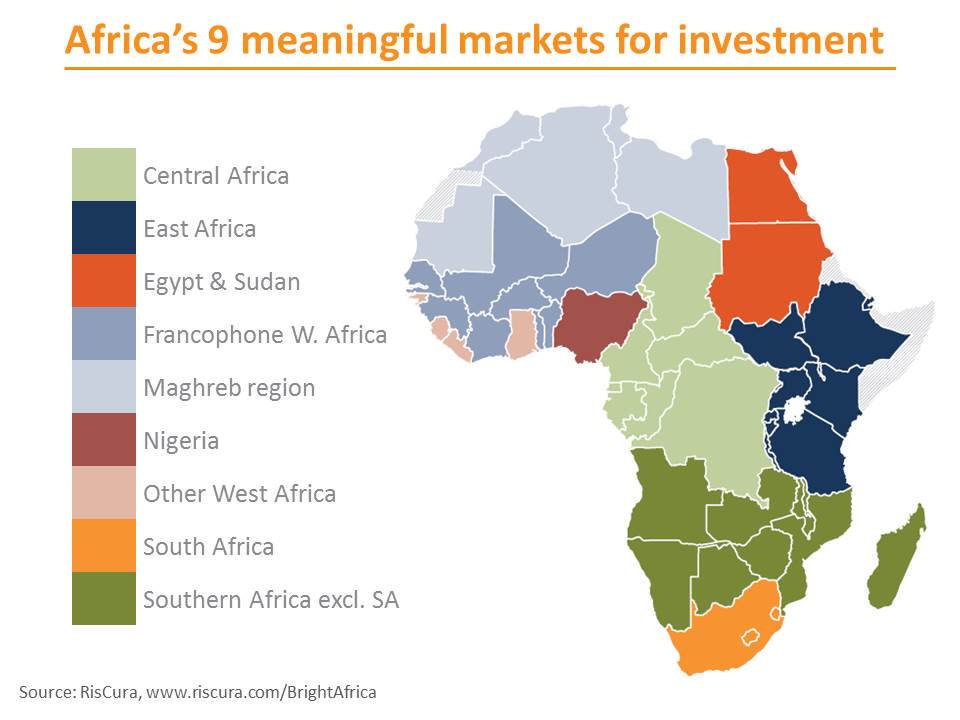
9 afrických trhů vhodných pro investory

Ekonomika Afriky se skládá z obchodu, průmyslu, zemědělství a lidských zdrojů kontinentu. V roce 2019 žilo v 54 zemích Afriky přibližně 1,3 miliardy lidí. Afrika má bohaté přírodní zdroje. Současný růst způsobilo zvýšení obchodu komodit, služeb a výroby. Podle odhadů subsaharská Afrika zvýší svůj HDP na 29 bilionů USD do roku 2050.
V březnu 2013 byla Afrika označena jako nejchudší obývaný kontinent. Její celkový HDP je jen třetina HDP Spojených států, ale Světová banka očekává, že většina afrických zemí dosáhne status "střední příjem", podle definice minimálně 1000 USD na osobu za rok, do roku 2025, pokud bude pokračovat současný hospodářský růst. V roce 2013 byla Afrika s 5,6 procenty za rok nejrychleji rostoucím kontinentem, průměrný růst HDP se podle odhadů zvýší v letech 2014-2023 na víc než 6 procent. V roce 2017 Africká rozvojová banka uvedla Afriku jako druhou nejrychleji rostoucí ekonomiku a odhadla, že průměrný růst za rok 2017 bude 3,4 procenta; v roce 2018 očekává růst 4,3 procenta.
Růst zaznamenali v celém kontinentu, více než jedna třetina připadá na země subsaharské Afriky, kde je růst 6 procent a víc. Dalších 40 procent růstu je v zemích, které rostou o 4 až 6 procent ročně. Několik zahraničních obchodních pozorovatelů označilo Afriku za budoucí ekonomický motor světa.

## Historie
Africká ekonomika byla různorodá, vedená k růstu velkými obchodními cestami mezi městy a královstvími. Některé obchodní cesty byly pozemní, některé obsahovaly řeky a další i přístavní města. Velká africké impéria zbohatla díky obchodním cestám, například Starověký Egypt, Núbie, Mali, Ašantská říše a Říše Oyo. Některé části Afriky měly úzké obchodní vztahy s arabskými královstvími a v době Osmanské říše Afričané začali ve velkém konvertovat k islámu. Tento vývoj spolu s ekonomickým potenciálem při hledání obchodní cesty do Indického oceánu přivedl Portugalce do subsaharské Afriky. Koloniální zájmy vytvořily nová průmyslová odvětví, která krmila evropský apetit po zboží, jako je palmový olej, kaučuk, bavlna, drahé kovy, koření, tržní plodiny a další zboží, a integrovaly zejména pobřežní oblasti s ekonomikou Atlantiku.
Významným faktorem ekonomického rozvoje byl zisk elit z lidského kapitálu. Mezi 14. a 20. stoletím lze pozorovat, že v regionech s větším násilím elit, a tím i vyšší šancí zemřít v nižším věku, elita příliš neinvestovala do vzdělání obyvatel. Proto bývá jejich numerická gramotnost (jako měřítko lidského kapitálu) nižší než v méně bezpečných zemích a naopak. To může vysvětlit rozdíl v hospodářském rozvoji mezi africkými regiony.
Po získání nezávislosti afrických zemí během 20. století, pohltily velkou část kontinentu ekonomické, politické a sociální otřesy. Ekonomické oživení mezi některými zeměmi je však v posledních letech evidentní. Úsvit afrického ekonomického boomu (který probíhá od roku 2000) byl přirovnáván k čínskému ekonomickému boomu, který probíhal od konce 70. let. V roce 2013 byla Afrika domovem sedmi nejrychleji rostoucích ekonomik světa.
Od roku 2018 je Nigérie největší ekonomikou v Africe podle nominálního HDP, následovaná Jihoafrickou republikou; z hlediska parity kupní síly je Egypt druhý největší po Nigérii. Rovníková Guinea má v Africe nejvyšší HDP na obyvatele. Země bohaté na ropu, jako je Alžírsko, Libye a Gabon, a Botswana bohatá na nerostné suroviny, se od 21. století objevují mezi předními ekonomikami světa, zatímco Zimbabwe a Konžská demokratická republika, které byl z hlediska přírodních zdrojů potenciálně patřily mezi nejbohatší země světa, klesly do seznamu nejchudších zemí světa kvůli všudypřítomné politické korupci, válčení a emigraci. Ovšem Botswana vyniká svým trvalým silným a stabilním růstem od získání nezávislosti.

## Stav ekonomiky

Afrika dle nominálního HDP (v mld. USD, k roku 2020)
>200
100–200
50–100
20–50
10–20
5–10
1–5
<1

### Přehled
V roce 2007 růst hospodářství v Africe překonal růst Východní Asie. Údaje naznačují, že části kontinentu nyní zažívají rychlý růst díky svým zdrojům a zvyšující se politické stabilitě. Světová banka hlásí, že ekonomika subsaharských afrických zemí rostla tempem, které odpovídá nebo předčí globální trendy. Podle prohlášení ministerstva hospodářství a sociálních věcí Organizace spojených národů z roku 2018 lze zlepšení celkového růstu regionu z velké části připsat oživení Egypta, Nigérie a Jižní Afriky, tří největších afrických ekonomik.
Subsaharská Afrika byla vážně poškozena, když vládní příjmy poklesly z 22 % HDP v roce 2011 na 17 % v roce 2021. 15 afrických zemí je vystaveno značnému dluhovému riziku a 7 je podle MMF v současné době ve finanční krizi. Region v roce 2021 získal zvláštní práva čerpání MMF ve výši 23 miliard dolarů na pomoc při kritických veřejných výdajích.
Ekonomiky nejrychleji rostoucích afrických zemí zaznamenaly růst výrazně nad celosvětovým průměrem. Mezi přední země v roce 2007 patřily Mauritánie s růstem 19,8 %, Angola 17,6 %, Súdán 9,6 %, Mosambik 7,9 % a Malawi 7,8 %. Mezi další rychle rostoucí ekonomiky patřily Rwanda, Čad, Niger, Burkina Faso a Etiopie. V mnoha částech Afriky, včetně Zimbabwe, Konžské demokratické republiky, Konžské republiky a Burundi, je však růst pomalý nebo dokonce záporný. Míra návratnosti investic v Africe byla v této době nejvyšší v rozvojovém světě.
Začátkem roku 2021 provedla Evropská investiční banka s pomocí programu Making Finance Work for Africa Partnership (MFW4A) průzkum 78 bank v subsaharské Africe pro studii EIB Banking in Africa. Banky, které se zúčastnily, kontrolují téměř 30 % aktiv kontinentu. Téměř dvě třetiny dotázaných bank zpřísnily pravidla pro poskytování úvěrů, ale více než 80 % rozšířilo využívání restrukturalizací nebo úvěrových moratorií. Jen málo bank muselo upravit počet svých zaměstnanců, zatímco mírně méně než jedna třetina upravila své ceny. Přibližně polovina respondentů měla zaměstnanecké záruky, z nichž většina pocházela od centrální banky, vlády nebo mezinárodní finanční instituce.
Země severní a jižní Afriky přijaly největší počet opatření k řešení krize finančního sektoru v důsledku pandemie covidu-19, v průměru 14 opatření na zemi. Celkem 34 afrických zemí přijalo kroky ke zvýšení likvidity a snížení výpůjčních nákladů, většinou prostřednictvím snížení základní úrokové sazby. Například Jihoafrická republika snížila úrokové sazby o 200 základních bodů. Nejpoužívanějším opatřením byla úprava nakládání s nesplácenými úvěry snížením požadavků na provize. S cílem pomoci bankám překonat krizi pandemie úřady omezily dividendy nebo jiné využití výdělků, povolily dočasné uvolnění kapitálových rezerv, zmírnily požadavky na kapitál nebo likviditu anebo provedly jiné dočasné úpravy obezřetnostních standardů. Navzdory pandemii byly africké soukromé investice v roce 2020 stabilní a vzrostly na 4,3 miliardy amerických dolarů z 3,9 miliardy amerických dolarů v roce 2019. U zemí náročných na zdroje se očekává, že reálné HDP na hlavu zůstane pod úrovní před pandemií minimálně do roku 2024, s růstem sotva 1 % ročně v letech 2022 a 2023. Před pandemií se předpokládal 2% nebo i větší růst.
V roce 2023 měla východní Afrika největší výtlak, zatímco severní Afrika má nejnižší. V nedávné zprávě bylo zjištěno, že podniky vedené ženami častěji investují do inovací, vyvážejí zboží a služby a poskytují školení zaměstnanců. Více než polovina bank zkoumaných v této zprávě uvedla nižší procento nesplácených úvěrů mezi podniky vedenými ženami než muži. Firmy vedené ženami měly také nižší míru bankrotů a bylo méně pravděpodobné, že budou postiženy pandemií covidu-19. Bylo zjištěno, že 65 % bank v Africe má strategii zaměřenou na pohlaví.

### Obchod
Obchod řídil velkou část růstu africké ekonomiky z počátku 21. století. Čína a Indie jsou stále důležitějšími obchodními partnery; 12,5 % afrických exportů směřuje do Číny a 4 % do Indie, což představuje 5 % čínského dovozu a 8 % indického. Tzv. Skupina pěti (Indonésie, Malajsie, Saúdská Arábie, Thajsko a Spojené arabské emiráty) jsou dalším stále důležitějším trhem pro africký export.

### Klimatická změna
Afrika se v průměru otepluje rychleji než zbytek světa. Velké části kontinentu se v důsledku toho mohou stát neobyvatelnými a hrubý domácí produkt (HDP) Afriky může klesnout o 2 % v důsledku zvýšení průměrné světové teploty o 1 °C a o 12 % v důsledku zvýšení teploty o 4 °C. Očekává se, že výnosy plodin drasticky poklesnou v důsledku rostoucích teplot a také, že silné deště budou v celé Africe padat častěji a intenzivněji, což zvýší riziko záplav.

## Příčiny historické ekonomické zaostalosti
Zdánlivě neřešitelná povaha africké chudoby vedla k debatě o jejích základních příčinách. Endemické válčení a nepokoje, rozšířená korupce a despotické režimy jsou příčinami i důsledky pokračujících ekonomických problémů. Dekolonizace Afriky byla plná nestability, kterou zhoršil konflikt studené války. Od poloviny 20. století studená válka a zvýšená korupce, špatná správa věcí veřejných, nemoci a despotismus také přispěly ke špatnému stavu ekonomiky Afriky.
Podle The Economist byly nejdůležitějšími faktory: vládní korupce, politická nestabilita, socialistické ekonomiky a protekcionistická obchodní politika.

### Infrastruktura
Podle výzkumníků z Overseas Development Institute představuje nedostatek infrastruktury v mnoha rozvojových zemích jedno z nejvýznamnějších omezení hospodářského růstu a dosažení rozvojových cílů tisíciletí (MDGs). Investice do infrastruktury a její údržba mohou být velmi nákladné, zejména v oblastech, jako jsou vnitrozemské, venkovské a řídce osídlené země v Africe.
Tvrdí se, že investice do infrastruktury přispěly k více než polovině růstu ekonomiky Afriky z let 1990 až 2005 a že k udržení růstu a řešení chudoby jsou nutné zvýšené investice. Návratnost investic do infrastruktury je velmi významná, v průměru 30–40 % návratnosti investic do telekomunikací (ICT), přes 40 % do výroby elektřiny a cca 80 % do silnic a dálnic.
Celkově hospodářská pomoc, soukromý sektor a finančníci mimo OECD převyšují státní výdaje. Samotné výdaje soukromého sektoru se rovnají státním kapitálovým výdajům, i když většina se zaměřuje na investice do infrastruktury ICT. Externí financování vzrostlo ze 7 miliard USD (2002) na 27 miliard USD (2009). Zejména Čína se ukázala jako významný investor.

### Kolonialismus
Hlavním cílem koloniální nadvlády v Africe evropskými koloniálními mocnostmi bylo využít přírodní bohatství na africkém kontinentu za nízkou cenu. Někteří spisovatelé, jako Walter Rodney ve své knize How Europe Underdeveloped Africa, tvrdí, že tyto koloniální politiky jsou přímo zodpovědné za mnoho z moderních problémů Afriky. Kritici kolonialismu obviňují koloniální vládu z poškození africké hrdosti, sebeúcty a víry v sebe sama. Jiní postkoloniální učenci, zejména Frantz Fanon pokračující v této linii, tvrdili, že skutečné účinky kolonialismu jsou psychologické a že nadvláda cizích mocností vytváří trvalý pocit méněcennosti a podřízenosti, který vytváří překážku růstu a inovaci. Tyto argumenty předpokládají, že se objevuje nová generace Afričanů bez koloniálního myšlení a že to je hnacím motorem ekonomické transformace.
Historici L. H. Gann a Peter Duignan tvrdili, že přínosy i negativa kolonialismu byly v rovnováze. I když měl kolonialismus své chyby, byl pravděpodobně „jedním z nejúčinnějších motorů kulturního šíření ve světových dějinách“. Tyto názory jsou však kontroverzní a odmítají je zejména ti, kteří obecně považují kolonialismus za špatný. Ekonomický historik David Kenneth Fieldhouse zaujal jakousi střední pozici a tvrdil, že účinky kolonialismu byly ve skutečnosti omezené a jejich hlavní slabina nespočívala v záměrném nedostatečném rozvoji, ale v jeho neschopnosti dosahovat cílů. Niall Ferguson souhlasí s jeho posledním bodem a tvrdí, že hlavní slabiny kolonialismu byly hříchy opomenutí. Analýza ekonomik afrických států zjistila, že nezávislé státy, jako Libérie a Etiopie, neměly lepší ekonomický výkon než jejich postkoloniální protějšky. Zejména ekonomická výkonnost bývalých britských kolonií byla lepší než u nezávislých států a bývalých francouzských kolonií.

## Organizace
Africká unie je největší mezinárodní ekonomické uskupení na kontinentu. Mezi cíle konfederace patří vytvoření zóny volného obchodu, celní unie, jednotného trhu, centrální banky a společné měny (viz Africká měnová unie), čímž dojde k vytvoření hospodářské a měnové unie. Současným plánem je do roku 2023 vytvořit Africké hospodářské společenství s jednotnou měnou. Africká investiční banka má stimulovat rozvoj. Plány AU zahrnují také přechodný Africký měnový fond vedoucí k Africké centrální bance. Některé strany podporují rozvoj ještě jednotnějších Spojených států afrických.
Mezi mezinárodní měnové a bankovní unie patří:
- Centrální banka západoafrických států
- Banka středoafrických států
- Společný měnový prostor

## Hospodářská odvětví
Vzhledem k tomu, že exportní portfolio Afriky zůstává převážně založeno na surovinách, její příjmy z vývozu jsou závislé na kolísání cen komodit. To zhoršuje náchylnost kontinentu k vnějším šokům a posiluje potřebu diverzifikace exportu. Obchod se službami, zejména cestovním ruchem, podle údajů z roku 2012 nadále rostl, což podtrhovalo silný potenciál kontinentu v této oblasti.

### Zemědělství
Celkem 48 % pracujících lidí v Africe pracuje v zemědělství, což je nejvíce na světě. Ze situace, kdy africké národy vyvážejí úrodu na Západ, zatímco miliony lidí na kontinentu hladovějí, byla obviňována hospodářská politika rozvinutých zemí. Tyto vyspělé země chrání své vlastní zemědělské sektory vysokými dovozními cly a nabízejí svým farmářům vládní dotace, což podle mnohých vede k nadprodukci takových komodit, jako je obilí, bavlna a mléko. Dopad zemědělských dotací ve vyspělých zemích na zemědělce v rozvojových zemích a mezinárodní rozvoj je dobře zdokumentován. Zemědělské dotace mohou pomoci snížit ceny ve prospěch spotřebitelů, ale také znamenají, že nedotovaní zemědělci z rozvojových zemí mají obtížnější postavení pro konkurování na světovém trhu. Dopady na chudobu jsou zvláště negativní v situaci, kdy jsou dotace poskytovány na plodiny, které jsou pěstované také v rozvojových zemích, protože zemědělci z rozvojových zemí pak musí přímo soutěžit s dotovanými zemědělci z rozvinutých zemí, což se děje například u bavlny a cukru. International Food Policy Research Institute (IFPRI) v roce 2003 odhadl, že dopad dotací stojí rozvojové země 24 miliard amerických dolarů ve ztrátě příjmů plynoucích do zemědělské a zemědělsko-průmyslové výroby; a více než 40 miliard amerických dolarů je vytlačeno z čistého zemědělského vývozu. Výsledkem toho je, že celosvětová cena těchto produktů se neustále snižuje.
V posledních letech země jako Brazílie, která zaznamenala pokrok v zemědělské produkci, souhlasily se sdílením technologií s Afrikou, aby zvýšily zemědělskou produkci na kontinentu, aby se stal životaschopnějším obchodním partnerem. Zvýšené investice do africké zemědělské technologie obecně mají potenciál snížit chudobu v Africe. Trh poptávky po africkém kakau zažil v roce 2008 cenový boom. Nigerijská, jihoafrická a ugandská vláda zacílily na politiku, aby využily zvýšené poptávky po určitých zemědělských produktech a plánovaly stimulovat daná zemědělská odvětví. Africká unie má v plánu výrazně investovat do afrického zemědělství a situaci pozorně sleduje také OSN.
Klíšťata jsou neustálou výzvou pro chov hospodářských zvířat na kontinentu. Přestože akaricidy zde farmáři běžně používají, jsou stále méně účinné. Vakcíny proti klíšťatům jsou ve vývoji a mohou tuto situaci v budoucnu vyřešit.

### Energetika

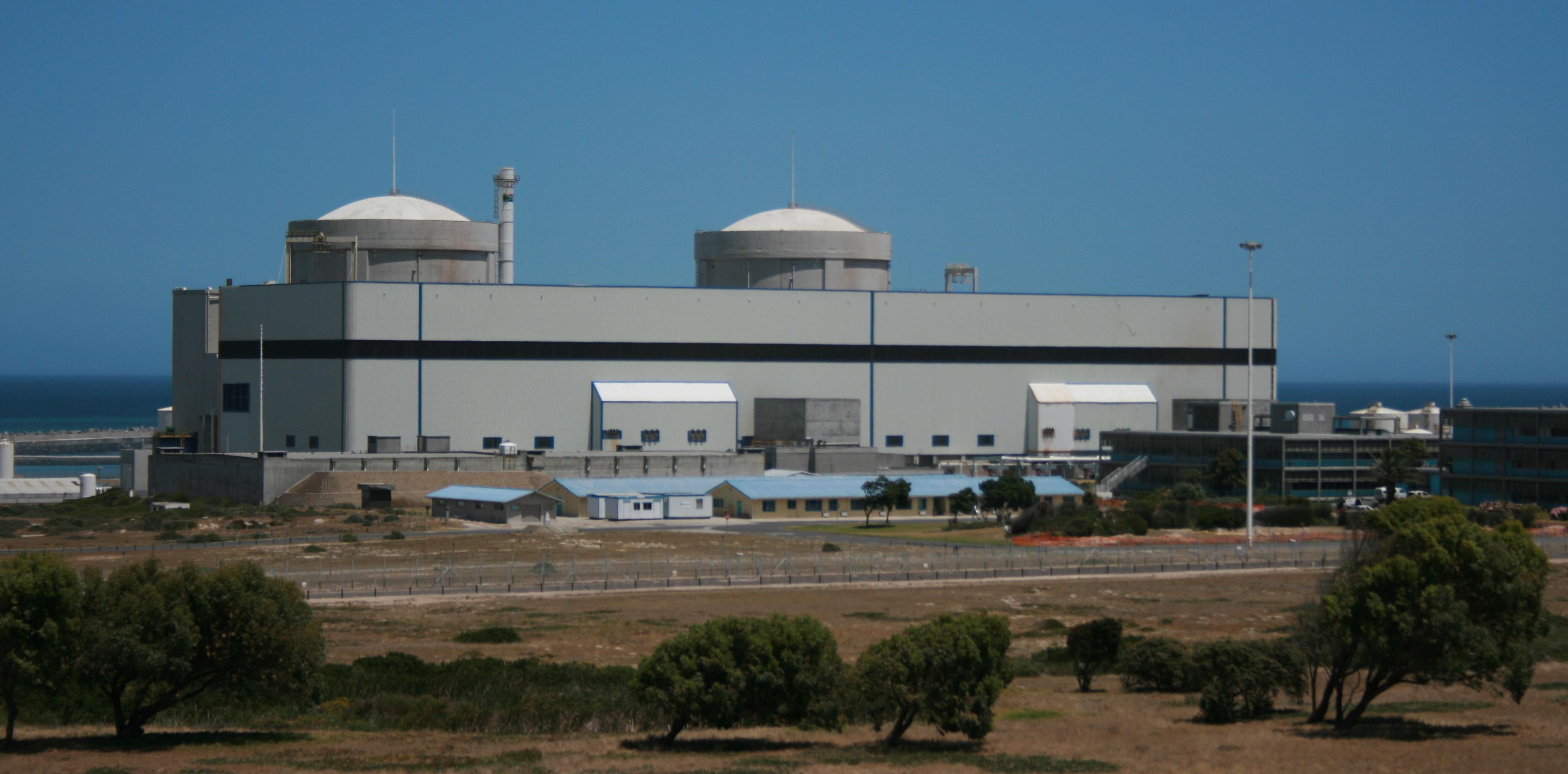
Jaderná elektrárna Koeberg v Jihoafrické republice. K roku 2023 jediná jaderná elektrárna v Africe

Afrika má značné zdroje pro výrobu energie v několika formách (vodní elektrárny, zásoby ropy a plynu, produkce uhlí, produkce uranu, obnovitelná energie, jako je solární, větrná a geotermální energie). Nedostatek rozvoje a infrastruktury znamená, že málo z tohoto potenciálu je dnes skutečně využíváno. Největšími spotřebiteli elektrické energie v Africe jsou Jihoafrická republika, Libye, Namibie, Egypt, Tunisko a Zimbabwe, kdy každá spotřebuje mezi 1000 a 5000 KWh/m2 na osobu, na rozdíl od afrických států, jako je Etiopie, Eritrea a Tanzanie, kde spotřeba elektřiny na osobu je zanedbatelná.
Ropa a ropné produkty jsou hlavním vývozním artiklem 14 afrických zemí. Ropa a ropné produkty tvořily v roce 2010 46,6% podíl na celkovém vývozu Afriky; druhým největším exportem Afriky jako celku je zemní plyn v plynném stavu a jako zkapalněný zemní plyn, který představuje 6,3% podíl na exportu Afriky. Komerčně jadernou energii využívá k roku 2023 pouze Jihoafrická republika (Jaderná elektrárna Koeberg).
V roce 2023 byla jaderná energie mezi řadou afrických států chápána jako vhodná alternativa uhelných elekráren. Egypt již v roce 2015 podepsal smlouvu s ruským podnikem ROSATOM, ve které se podnik zavázal poskytnout půjčku ve výši 85 % ceny první jaderné elektrárny v Egyptě. Ruská investice v hodnotě 25 miliard amerických dolarů by měla vést k dokončení elektrány o výkonu 4,8 GW kolem roku 2028. Jihoafrická republika plánuje prodloužení životnosti a dostavbu své jaderné elektrárny Koeberg, které měla původně životnost skončit kolem roku 2025. Kolem roku 2030 chtějí spustit provoz vlastní jaderné elektrárny také země: Ghana (smlouva s USA a Japonskem), Maroko (smlouva s Ruskem), Uganda (smlouva s Čínou a Ruskem) a Rwanda (smlouva s Ruskem). O vybudování jaderné elektrárny uvažují také Nigérie, Keňa, Súdán a Tunisko. S ruským podnikem Rosatom začala po vojenském převratu v zemi v roce 2022 jednat nová vláda Burkina Faso, která je dlouhodobě jednou z nejméně elektrizovaných zemí, ve které má přístup k elektřině jen 20 % obyvatel.

### Infrastruktura
Historický nedostatek infrastruktury stále vytváří překážky pro africké podniky. Přestože se zde nachází mnoho přístavů, nedostatek podpůrné dopravní infrastruktury zvyšuje náklady o 30–40 % na rozdíl od asijských přístavů.
Železniční projekty byly důležité v těžebních revírech od konce 19. století. Velké železniční a silniční projekty charakterizují konec 19. století. Železnice byly zdůrazňovány v koloniální éře a silnice v „postkoloniálních“ časech. Jedwab & Storeygard zjistili, že v letech 1960–2015 existovaly silné korelace mezi investicemi do dopravy a ekonomickým rozvojem. Dlouhodobým rozvojovým problémem Afriky tak byla zastaralá železniční síť, která se datuje do doby kolonialismu, kdy ale sloužila zejména pro transport přírodních zdrojů. V některých státech Afriky chyběla úplně. Africká unie proto v roce 2013 představila plán vysokorychlostních tratí spojujících hlavní města svých členských států. Ambiciózní plán má být dokončen v roce 2033; s dalšími stavbami do roku 2063. Na výstavbě se významně podílí Čína.  V Keni byla například v roce 2017 dokončena železniční trať Mombasa–Nairobi a v roce 2019 železniční trať Nairobi–Malaba. V roce 2018 byla v Maroku otevřena toho času nejrychlejší trať v Africe – Al Boraq (spojující města Casablanca a Tanger).
V celé Africe tedy nyní probíhá mnoho velkých infrastrukturních projektů. Zdaleka většina těchto projektů je ve výrobě a přepravě elektrické energie. Mnoho dalších projektů zahrnuje zpevněné dálnice, železnice, letiště a další stavby.
Telekomunikační infrastruktura je také oblastí, která v Africe nyní roste. Přestože dostupnost internetu zaostává za ostatními kontinenty, podíl uživatelů stále dosahuje jen 9 %. V roce 2011 se odhadovalo, že v Africe bylo v užívání 500 000 000 mobilních telefonů všech typů, včetně 15 000 000 „chytrých telefonů“.

### Těžba a vrty
Nerostný průmysl Afriky je jedním z největších nerostných průmyslů na světě. Afrika je druhý největší kontinent s 30 miliony km2 země, což současně znamená velké množství přírodních zdrojů. Pro mnoho afrických zemí tvoří průzkum a těžba nerostných surovin významnou část jejich hospodářství a zůstávají klíčem i k budoucímu hospodářskému růstu. Afrika je bohatě obdařena zásobami nerostů a zaujímá první nebo druhé místo v množství světových zásob bauxitu, kobaltu, průmyslových diamantů, fosfátových hornin, kovů platinové skupiny, vermikulitu a zirkonia.

### Výroba

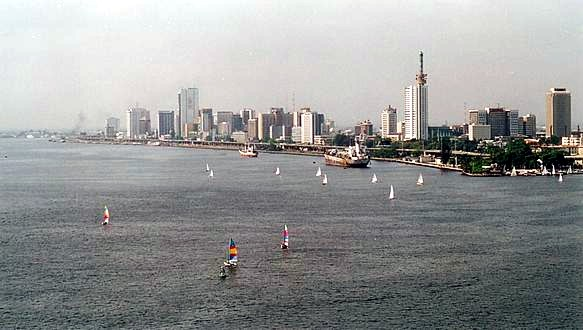
Lagos, nejlidnatější město Nigérie

Jak Africká unie, tak Organizace spojených národů nastínily plány, jak se Afrika může více industrializovat a rozvíjet významné výrobní sektory na úroveň úměrnou africké ekonomice v 60. letech s technologií 21. století. Toto zaměření na růst a diverzifikaci výroby a průmyslové výroby, stejně jako na diverzifikaci zemědělské výroby, podnítilo naděje, že 21. století se pro Afriku ukáže jako století ekonomického a technologického růstu. Tato naděje, spojená se vzestupem nových vůdců v Africe v budoucnosti, inspirovala termín „Africké století“, odkazující na 21. století, které je potenciálně stoletím, kdy se obrovský nevyužitý potenciál africké pracovní síly, kapitálu a zdrojů může stát světovým hráčem. Této naději ve výrobě a průmyslu napomáhá boom komunikačních technologií a místní těžební průmysl ve velké části subsaharské Afriky. Namibie v posledních letech přilákala průmyslové investice a Jihoafrická republika začala nabízet daňové pobídky, aby přilákala projekty přímých zahraničních investic do výroby.
Země jako Mauricius mají plány na vývoj nové „zelené technologie“ pro výrobu. Vývoj, jako je tento, má obrovský potenciál otevřít africkým zemím nové trhy, protože se předpokládá, že poptávka po alternativních „zelených“ a čistých technologiích bude v budoucnu stoupat, protože globální zásoby ropy vyschnou a technologie na bázi fosilních paliv se stanou méně ekonomicky životaschopné.
Nigérie v posledních letech rapidně podporuje industrializaci. V současné době má domácí společnost na výrobu vozidel Innoson Vehicle Manufacturing (IVM), která vyrábí autobusy rychlé dopravy, nákladní automobily a SUV s nadcházejícím uvedením automobilů. Jejich různé značky vozidel jsou v současné době k dispozici v Nigérii, Ghaně a dalších západoafrických státech. Nigérie má také několik výrobců elektroniky, jako je Zinox, první značkový nigerijský výrobce počítačů a elektronických přístrojů (jako jsou tablety). V roce 2013 Nigérie zavedla politiku týkající se dovozního cla na vozidla, aby povzbudila místní výrobní společnosti v zemi. V tomto ohledu některé zahraniční společnosti vyrábějící vozidla, jako je Nissan, oznámily své plány mít výrobní závody v Nigérii. Kromě elektroniky a vozidel se většina spotřebních, farmaceutických a kosmetických výrobků, stavebních materiálů, textilu, domácího nářadí, plastů a tak dále vyrábí v zemi a vyváží do dalších západoafrických a afrických zemí. Nigérie je v současnosti největším výrobcem cementu v subsaharské Africe a továrna Dangote Cement Obajana je největší cementárna v subsaharské Africe. Stát Ogun je považován za průmyslové centrum Nigérie (protože většina továren se nachází v Ogunu a přesouvá se tam ještě více společností), následuje Lagos.
Výrobní sektor ve východní Africe je dosud malý, ale postupně roste. Hlavní průmyslová odvětví jsou textilní a oděvní průmysl, zpracování kůže, agrobyznys, chemické produkty, elektronika a vozidla. Východoafrické země jako Uganda také vyrábějí motocykly pro domácí trh.

### Investice
Čína a Indie projevily v 21. století rostoucí zájem o rozvíjející se africké ekonomiky. Reciproční investice mezi Afrikou a Čínou v posledních letech dramaticky vzrostly, a to bez ohledu na světové finanční krize. Zvýšené investice Číny v Africe přitáhly pozornost Evropské unie a vyvolaly rozhovory o konkurenceschopnosti investic ze strany EU. Členové africké diaspory v zahraničí, zejména v EU a Spojených státech, zvýšili úsilí, aby využili své podniky k investicím v Africe a podpořili africké investice v zahraničí v evropské ekonomice.
Remitence jsou i nadále nejdůležitějším zdrojem vnějších finančních toků do Afriky a v roce 2021 představovaly 3,8 % HDP. Pouze přibližně 30 % z nich je však věnováno ekonomickým aktivitám, z nichž většina je v neformálním sektoru, což omezuje jeho potenciál pro produktivní transformaci.
Existují dvě africké měnové unie: Západoafrická Banque Centrale des États de l'Afrique de l'Ouest (BCEAO) a Středoafrická Banque des États de l'Afrique Centrale (BEAC). Oba používají CFA frank jako své zákonné platidlo. Myšlenka jednotné měnové unie v celé Africe byla vznesena a existují plány na její zřízení do roku 2020, i když mnoho problémů, jako je snaha o snížení kontinentální inflace alespoň pod 5 procent, zůstává překážkami v jejím dokončení.